# Ulješura
Ulješura ili, kako se prije nazivao spermokit (lat. Physeter catodon), je sisavac iz reda kitova. Među kitovima zubanima on je jedini doista veliki kit. Najbliži srodnici su mu patuljasta ulješura i mala ulješura.

## Osobine
Ulješura je s dužinom do 18 metara i težinom koja može dosegnutii i do 50 tona najveći kit zuban ali i najveća životinja sa zubima na Zemlji. Pri tome su mužjaci znatno veći i teži nego ženke. Obilježje vrste je golema gotovo kvadratna glava, a donja čeljust je u usporedbi s veličinom lubanje vrlo uska, a u njoj ima zube duge do 20 cm. Još jedna posebnost ulješure je da zube ima samo u donjoj čeljusti koji samo ulaze u odgovarajuća udubljenja u gornjoj čeljusti u kojoj nema zube. To otvara pitanje o tome kako lovi i jede, a na to pitanje još uvijek nema definitivnog i nedvosmislenog odgovora. Dužina crijeva mu je do 250 metara. 
Masivne je građe, a glava mu čini oko 1/3 ukupne dužine. Leđna grba, odnosno peraja, je niska i vrlo različito razvijena kod pojedinih primjeraka. Od leđne peraje do repa ima niz manje-više izraženih izraslina poput zubaca na pili, naravno ne tako oštrih. Ima kratke, batrljcima slične prsne peraje koje podsjećaju na dva pravokutna trokuta složena dužim stranicama jedan do drugoga s malo zaobljenim vrhom. Ima samo jednu mlaznicu za disanje koja se nalazi na vrhu glave, s lijeve strane. Mozak mu je težak oko devet i pol kilograma, što je najveći mozak jedne životinje.
Kako bi zaštitili sebe ili mladunce od eventualnih neprijatelja, plivajući razviju formaciju koju se naziva "ivančica" (kao latice cvijeta).
Ogromna ulješurina glava ispunjena je organom koji nazivaju spermaceti organ. Čitav taj organ ispunjen je tvari koja svojom konzistencijom podsjeca na spermu, pa su je rani kitolovci tako i nazvali. Englesko ime za ulješuru je i danas "Sperm Whale". Iako je taj organ već dugo poznat, njegova uloga u životu ovog kita je i danas nejasna. Postoje razne teorije, od toga da tvar daje glavi ulješure stabilnost i snagu da upotrijebi glavu kao malj u borbi, pa do toga da organ služi za proizvodnju zvuka za eholociranje. Poznati su, a i djelomično dokumentirani, slučajvi da su ulješure ciljano i višekratno udarale glavom kao maljem u brod.
Najmanje jedan jedrenjak – kitolovac od 300 tona je potopljen na taj način (vidi tekstove Owena Chasea, kao i Moby Dick). Ni jedna od više raznih teorija do danas nije potvrđena.
Ulješure žive u svim oceanima. Najčešći su u tropskim i subtropskim područjima, ali su viđani i u polarnim. U kolovozu 2004 je po prvi put viđen u Baltičkom moru, ali za preživljavanje ulješure bi to more, smatra se, bilo preplitko.
S obzirom na to da ulješure obitavaju u područjima velike dubine te da im brojnost nije velika, opažanja ulješura u Jadranu nisu česta. Rijetku, ali redovitu prisutnost ulješura u Jadranu bilježimo samo pomoću uređaja za snimanje zvuka u dubokom južnom dijelu Jadranskog mora i u blizini Otrantskih vrata.
Populacija ulješura koja živi u Sredozemlju genetički se razlikuje od najbliže populacije u Atlantiku što upućuje na izolaciju. Ulješure u Sredozemlju direktno su ugrožene zbog zaplitanja u (ilegalne) ribarske mreže te zbog sudara s brodovima, a smrtnost koju danas uzrokuju mreže i brodovi nije održiva te broj ulješura i dalje opada.
Područja obitavanja u Sredozemlju povezana su s velikim dubinama te mjestima gdje se dno naglo obrušava u dubinu (kontinentalni slaz, podmorski kanjoni). Područje najveće brojnosti u blizini Jadrana je u području Helenskog jarka, morske depresije dubine i preko 4.000 m između Jonskog mora i Krete koja razdvaja Afričku i Helensku ploču. Ulješure u Sredozemnom moru poduzimaju opsežne migracije unutar cijelog bazena što je potvrđeno praćenjem pomoću fotoidentifikacije.
Prema procjeni populacija koja obitava u Sredozemnom moru broji manje od 2.500 jedinki, a status ove vrste u Sredozemlju je „ugrožena“ prema kriterijima Crvene liste Međunarodne unije za zaštitu prirode (IUCN). Unutar Sredozemnog mora najveći broj jedinki obitava u zapadnom dijelu dok je procjena brojnosti u istočnom Sredozemnom moru (uključujući Jadran) svega 300-400 jedinki!

## Ponašanje
Rone u pravilu dublje od 350 metara, pri tome mužjaci rone dublje od ženki. Jedan uron može trajati od 20 do 80 minuta. Neki mužjaci rone do ekstremnih dubina od 1.000 metara, a jedan, praćen sonarom ronio je na dubini od 2.500 metara. Međutim, ima naznaka da ponekad dosegnu i dubinu veću od 3.000 metara. 
Plijen koji lovi ulješura sastoji se uglavnom od još uvijek tajanstvenih divovskih lignji koje se redovno nađu u želucu ulješura. Osim toga, na koži ulješura redovno se nalaze ožiljci od prijanjalki divovskih lignji. Iz toga se povremeno izvlače zaključci da se u dubinama odvijaju prave borbe između ulješura i lignji, ali je vjerojatnije da ulješura usprkos određenom otporu lignje lako savladava svoj plijen. Uz lignje, u nekom malom postotku ulješure se hrane i ribom. 
Ženke sa svojim mladuncima tvore socijalne grupe od 15 do 20 životinja. U vrijeme prije intenzivnog lova na kitove te "škole" su sigurno bile puno veće i obuhvaćale su i do nekoliko stotina primjeraka.  Sa spolnim sazrijevanjem mužjaci moraju napustiti te zajednice. Mladi mužjaci se sa svoje strane isto okupljaju u grupe, dok stari mužjaci lutaju sami.
U vrijeme parenja mužjaci se pridružuju grupama ženki. Jedan mužjak u tom razdoblju njeguje "haremsku" zajednicu s desetak ženki. Njihovo socijalno ponašanje u tom razdoblju još nije potpuno razjašnjeno. Neka opažanja govore, da između mužjaka dolazi do borbi za pravo na parenje, dok drugi smatraju da mogu dokazati da nekoliko mužjaka na principu hijerarhije dijele "harem".
Ženke kote jedno mladunče dugo 4 metra i teško čitavu tonu. Mladunac siše jednu do dvije godine dok se ne počne samostalno hraniti. Ženke postaju spolno zrele s 8 godina. Mužjaci, teoretski, kratko iza toga. Ali još niz godina provode u zajednici s drugim mladim mužjacima i tek u dobi od 25 godina počnu posjećivati grupe ženki i pariti se. Očekivano trajanje života procjenjuje im se na 75 godina.

## Kitolov i zaštita
Zbog kitolova u prošlosti, njihovo brojno stanje je još uvijek malo, pa su ulješure i danas jako ugrožene. Međutim, procjenje njihovog broja se bitno razlikuju. 
Kitolovci su u prošlosti izvještavali o bitno većim veličinama ulješura nego što se danas sreću. Tako je Owen Chase u svom izvještaju o propasti kitolova u Essex-u 1820. na osnovi izvještaja o napadu ulješure na jedrenjak, procijenio njegovu dužinu na oko 25 metara. Kako su brodovi za kitolov jedino mogli, u tim uvjetima, poslužiti kao usporedna veličina za procjenu dužine kitova, ta se procjena može smatrati realističnom. To, međutim, upućuje na zaključak da su ulješure izlovom bili do te mjere desetkovani, da većina tih kitova još do danas nisu narasli do svoje pune moguće veličine.
Osim trana iz sala i spermacet organa iz glave, posebno je bila cijenjena i ambra, sastojak iz crijeva ovih kitova. Tijekom 1960-tih i 1970-tih ubijalo se godišnje više od 20.000 ulješura. Zabrana lova na kitove iz 1985. godine došla je prekasno da bi spasila stanje populacije. Procjenjuje se, da ih je danas na cijelom svijetu oko 10.000 jedinki.

## Vanjske poveznice
- porodica Ulješura (www.prirodopis.com)  Arhivirana inačica izvorne stranice od 24. siječnja 2008. (Wayback Machine)